# Micarta
La Micarta è un materiale composto da carta o tessuti (in lino, canapa, cotone) e resine, usato come materiale tecnico. La micarta è stata inventata da George Westinghouse verso il 1910 usando della resina fenolica (bachelite) creata dal Dr. Leo Baekeland.
Micarta è un marchio registrato dalla Norplex-Micarta Industrial Composites.

## Utilizzi
Può essere usata come isolante elettrico, nell'industria aerospaziale, automobilistica e in utensili con uso gravoso e per fare manicature di coltelli sia custom che industriali-militari.
Originariamente usata in elettrotecnica e nell'arte decorativa.

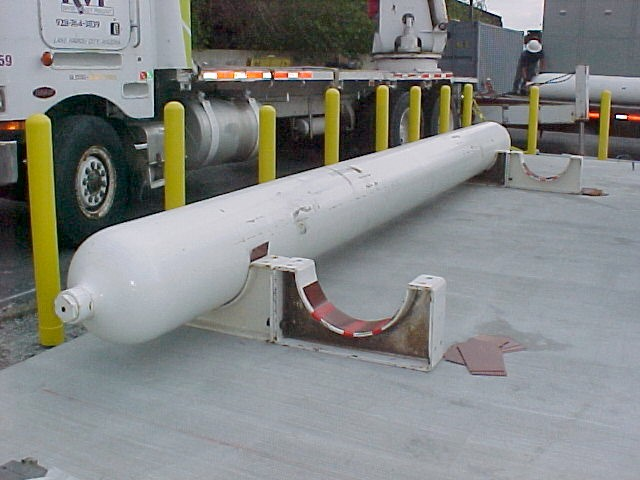
Compressed Natural Gas(CNG), bombola gas in procinto di essere installata sui supporti utilizzando Micarta come isolante.

Tra il 1935 e il 1945, ventilatori da tavolo Westinghouse usavano pale in Micarta.

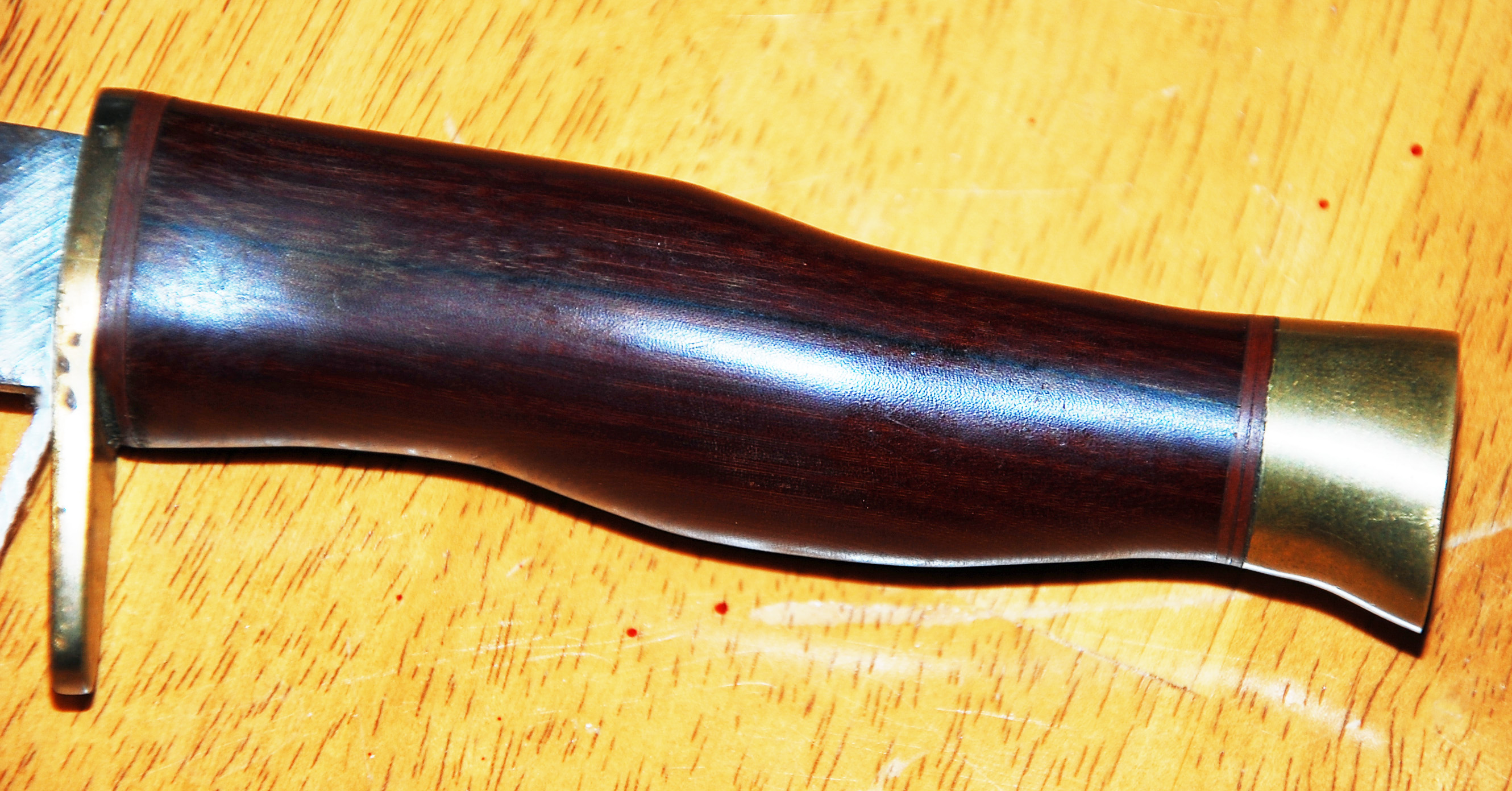
Manico di un coltello in Micarta

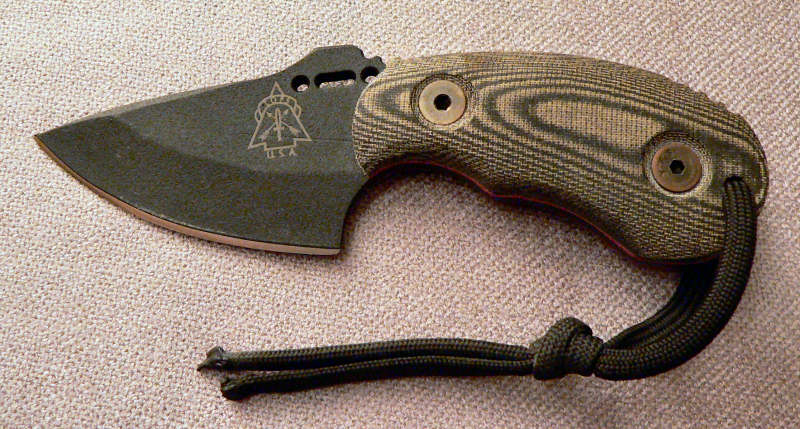
coltello con manico in Micarta, dalla lavorazione meccanica del manico risultano evidenti gli strati lamellari.

## Produzione
I laminati Micarta industriali sono normalmente composti da resine fenoliche, resine epossidiche, resine siliconiche o resine melaminiche rinforzate con fibra di vetro, sughero, fibre tessili, carta, fibra di carbonio e altro. I fogli di Micarta sono duri, densi, ottenuti applicando pressione agli strati di Prepreg. Questi strati di laminati sono generalmente di pasta di cellulosa, cotone, fibre sintetiche, vetro. Mediante calore e pressione avviene la polimerizzazione trasformando il materiale in un termoindurente.